# Jardin botanique royal de Madrid
Le Jardin botanique royal de Madrid (en espagnol : Real Jardín Botánico de Madrid) est un centre de recherche du Conseil supérieur de recherches scientifiques. Fondé par ordonnance royale le 17 octobre 1755 à Madrid par le roi Ferdinand VI, à Migas Calientes, il est, sur ordre du roi Charles III, installé à son emplacement actuel, sur la promenade du Prado, près du Muséum d'histoire naturelle (aujourd'hui Musée du Prado). Le Jardin botanique héberge, sur trois terrasses étagées, des plantes d'Europe, mais également d'Amérique et du Pacifique.

## Localisation

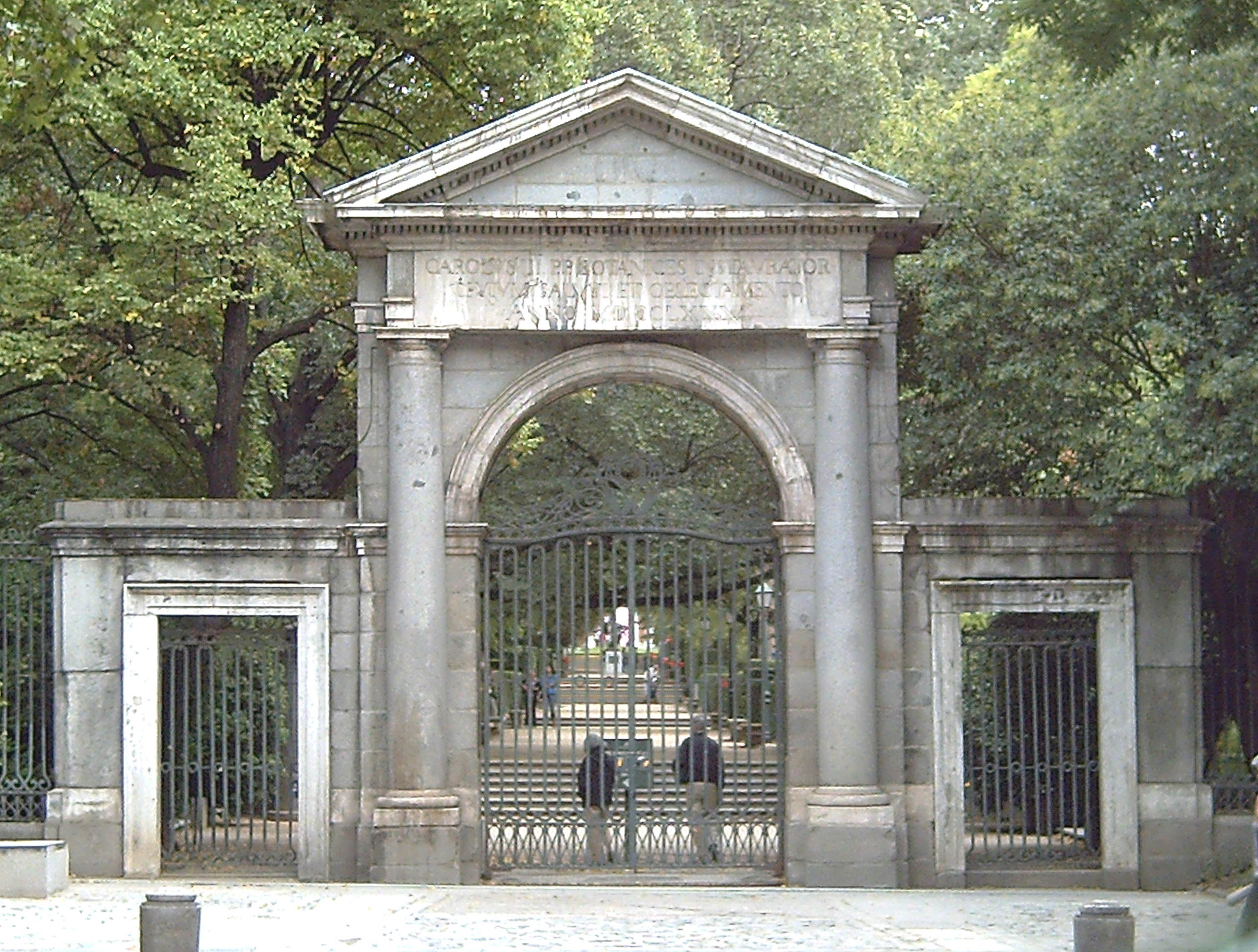
La porte royale du Jardin botanique royal de Madrid, œuvre de Francesco Sabatini (1781).

Le jardin se trouve dans le centre ancien de Madrid, près du musée du Prado et des jardins du Retiro.
- Localisation : 40° 24′ 39″ N, 3° 41′ 26″ O
- Altitude : 667 mètres.
- Précipitations annuelles (moyenne) : 436 mm.

## Histoire

### Origines (XVIe–XVIIIesiècles)
Philippe II avait déjà créé un jardin botanique, à la demande du médecin Andrés Laguna, près du palais royal d'Aranjuez. Plus tard, Ferdinand VI installa en 1755 dans la capitale un jardin botanique à Migas Calientes (aujourd'hui Puerta de Hierro, près de la rivière Manzanares), donnant ainsi le jour au Jardin botanique royal. Il compte plus de deux mille plantes, que José Quer, botaniste et chirurgien, a réunies à la faveur de ses nombreux voyages à travers la péninsule Ibérique et l'Europe (en particulier l'Italie) ou obtenues par des échanges avec d'autres botanistes européens. L'agrandissement des fonds du jardin se poursuit jusqu'à ce que Charles III donne des instructions en 1774 pour le faire transférer à son emplacement actuel, sur la promenade du Prado, à Madrid, suivant le plan d'organisation du quartier du Prado et d'Atocha.
Le comte de Floridablanca, premier ministre de Charles III, s'occupe spécialement du déplacement du Jardin. Non seulement parce qu'il permet d'embellir le quartier du Prado, mais aussi et surtout parce qu'il sert de symbole de la politique de mécénat des sciences et des arts par la couronne. D'ailleurs dans cette zone on trouve, en plus du Jardin botanique royal, le Cabinet d'Histoire naturelle (devenu par la suite musée du Prado) et l'Observatoire astronomique.

### Fondation et premiers développements (XVIIIe–XIXesiècles)
Le premier projet fut commandé au célèbre botaniste, médecin et pharmacien Casimiro Gómez Ortega (qui agit en tant que conseiller scientifique) et à l'architecte Francesco Sabatini. C'est entre 1774 et 1781 que fut réalisé le plan général, avec un étagement sur trois niveaux, et une partie de l'enceinte, dont la Porte Royale sur la promenade du Prado. Il y avait vingt-quatre massifs, suivant ainsi la répartition des végétaux en vingt-quatre classes établie en 1735 par Carl von Linné. À partir de là, c'est Juan de Villanueva qui, entre 1785 et 1789, mena le projet définitif, plus rationnel et en accord avec la vocation scientifique du Jardin. Il occupa finalement dix hectares, et fut organisé en trois terrasses s'adaptant à l'orographie du terrain, et divisé en carrés, chacun doté d'une fontaine circulaire. Les deux terrasses inférieures (terrasse des Carrés et terrasse des Écoles botaniques) existent encore aujourd'hui telles qu'elles furent conçues, tandis que la plus haute (terrasse du Plan de la Fleur) fut remodelée au XIXe siècle. L'enceinte fut dotée d'une élégante grille en fer, fabriquée à Tolosa, posée sur un socle de granit. Il y avait deux portes d'entrée : celle de la Porte Royale, par Sabatini, de style classique, avec des colonnes doriques et un fronton ; une deuxième, dessinée par Villanueva, face au musée du Prado, par où se fait actuellement l'accès (aujourd'hui, place de Murillo).
Il y avait également des installations prévues pour les outils d'entretien et de travail. À l'est s'élevait une petite orangerie appelée Pavillon Villanueva, œuvre étonnante. Il fut critiqué, surtout sur la base de critères esthétiques plus que scientifiques. Il accueillit, à partir des premières années du XIXe siècle, la bibliothèque, des herbiers et les salles nécessaires aux cours de botanique et d'agriculture.
Entre le XVIIIe et XIXe siècles, il participa à l'organisation de cinq expéditions scientifiques :
- l'expédition botanique de Nouvelle-Grenade, dirigée par José Celestino Mutis ;
- l'expédition botanique du Pérou, dirigée par Hipólito Ruiz et José Antonio Pavón ;
- l'expédition botanique de Nouvelle-Espagne, dirigée par Martín Sessé et José Mariano Mociño ;
- l'expédition qui fit le tour du monde d'Alejandro Malaspina, avec les botanistes Antonio Pineda, Luis Née et Tadeo Haenke ;
- la Commission scientifique du Pacifique (es) (1862-1865), à laquelle participa Juan Isern.

Les espèces rapportées de ces expéditions coloniales étaient placées dans des serres de bois et de verre équipées de chaudières. Un conservatoire réservé aux ananas est construit en 1786. Elles sont détruites au milieu du XIXe siècle. 
Le Jardin reçut durant cette période de nombreux dessins, feuilles, fruits, bois, plantes vivantes ou herborisées, qui contribuèrent à améliorer et augmenter les collections et la bibliothèque.

### AuXIXesiècle
Au début du XIXe siècle, le Jardin botanique de Madrid est déjà l'un des plus importants d'Europe, grâce à ses collections, dont un grand nombre présentant des espèces exotiques, et au travail de son directeur de l'époque, le botaniste Antonio José Cavanilles, qui décrivit de nombreuses espèces tropicales et fut le premier à acclimater à Madrid le dahlia, originaire du Mexique, en 1788. Il réorganise le Jardin et l'herbier et donne au centre une ampleur internationale. Le Jardin est fréquenté non seulement pour son intérêt scientifique mais également, aux beaux jours, par la haute société, et parce qu'il distribue gratuitement des plantes médicinales à la population. Cependant, le Jardin tombe à l'abandon après les guerres napoléoniennes jusqu'au milieu du siècle, malgré les efforts du directeur Mariano Lagasca.
En 1805, Francisco Antonio Zea reprend la direction du Jardin.
En 1857, le nouveau directeur Mariano de la Paz Graells, qui est zoologiste et directeur du musée des sciences naturelles, engage d'importants travaux, comme la transformation de la terrasse supérieure. Il installe également un zoo, qui est transféré douze ans plus tard au jardin du Buen Retiro (sous le nom de zoo de Casa de Fieras). Il fait construire en 1857 la grande serre à structure métallique abritant la collection de palmiers.
Cependant, dans les années 1880, le Jardin voit sa superficie réduite. En 1882, deux hectares du terrain sont utilisés pour y bâtir le ministère de l'Agriculture. En 1893 est ouverte la rue des bouquinistes, connue populairement sous le nom de la cuesta de Claudio Moyano. Le Jardin n'occupe plus alors que huit hectares, superficie qu'il a conservée aujourd'hui.

### AuXXesiècle

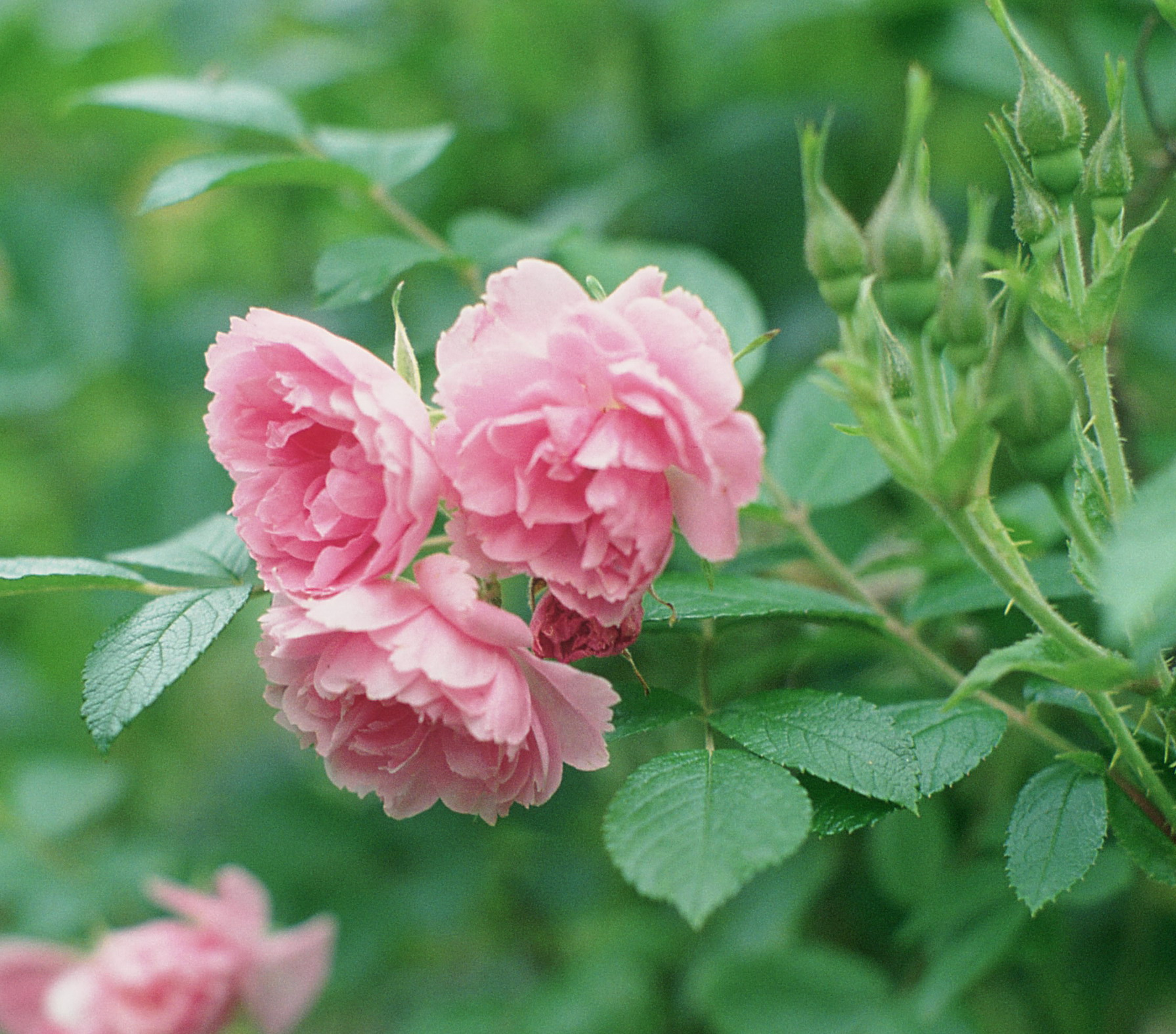
Rosier 'Pink Grootendorst' au jardin botanique royal de Madrid, hybride de Rosa rugosa

En 1939, le Jardin botanique royal passe sous la direction du Conseil supérieur de recherches scientifiques. En 1942, il est déclaré Jardin artistique. Mais les décennies suivantes sont marquées par le manque de moyens et il est finalement fermé en 1974 pour restauration. Les travaux se déroulent entre 1980 et 1981, sous la direction de l'architecte Antonio Fernández Alba pour la restauration du Pavillon, de l'architecte Guillermo Sánchez Gil et du paysagiste Leandro Silva pour les jardins. Trois serres modernes sont construites en 1993 près de l'orangerie et de la serre des palmiers datant de 1857.
Il contient aujourd'hui environ cinq mille espèces différentes d'arbres et de plantes du monde entier. La roseraie du jardin botanique royal de Madrid comprend depuis 1977 des rosiers botaniques et des roses anciennes et modernes. En février 2005, l'espace des expositions a été agrandi d'un hectare.

## Collections et organisation

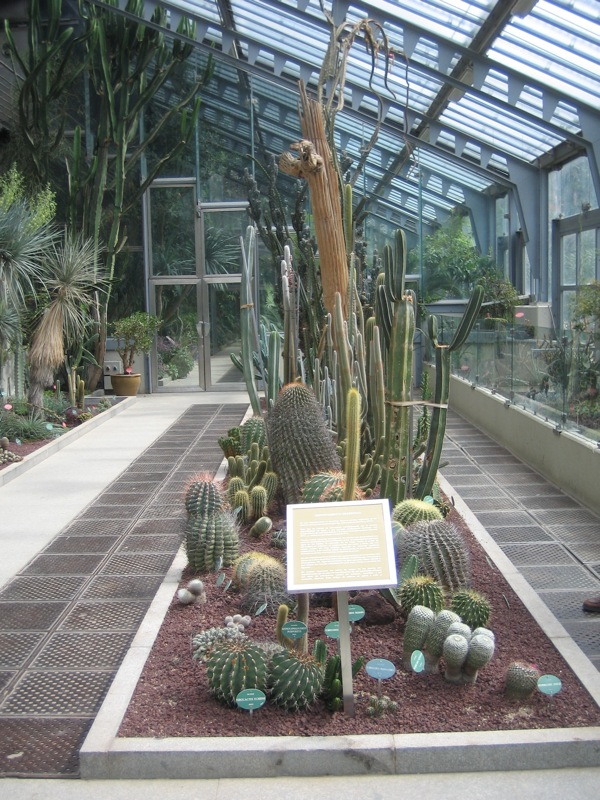
Vue de la serre des cactus avec des spécimens de Mammillaria au premier plan.

### Collections scientifiques
- L'herbier
- La bibliothèque et les archives
- La banque de germoplasme

### Départements scientifiques
- Département de la Biodiversité et de la Conservation. Il travaille sur tout ce qui est en lien avec la diversité végétale, en particulier les plantes des milieux méditerranéen, tropical et subtropical. Il étudie également les problèmes d'hybridation.
- Département de Mycologie. Il travaille sur le développement des connaissances sur les champignons.

### Publications scientifiques
- Anales del Jardín Botánico de Madrid  : il s'agit de la revue éditée par le Jardin botanique, qui publie sur la taxonomie, les systèmes végétaux et fongiques, la biogéographie, la bio-informatique, la conservation, etc.
- Flora Iberica : Publication de recherches taxonomiques sur les plantes qui poussent spontanément dans la péninsule ibérique et les îles Baléares. Ont été publiés pour le moment 20 volumes sur un total de 21.
- Flora Mycologica Iberica
- Ruizía : monographies du Jardin botanique royal.
- Flora Huayaquilensis  par Dr Eduardo Estrella

### Associations
Le Jardin botanique royal est membre de :
- la BGCI (Organisation Internationale pour la Conservation dans les Jardins Botaniques)
- l'AIMJB (Association Ibéro-Macronésienne des Jardins Botaniques)
- REDICOB (Réseau Ibéroaméricain de la Biodiversité)
- European Network for Biodiversity Information

## Varia
Le Jardin botanique sert de siège à la section espagnole du système mondial d'information sur la biodiversité (en anglais : Global Biodiversity Information Facility , GBIF).